# Dejonizator wody
Dejonizator wody – urządzenie do produkcji wody ultraczystej. Daje możliwość uzyskania wody o bardzo wysokim poziomie czystości chemicznej i bakteriologicznej.  Ma liczne zastosowania w laboratoriach, farmacji, przemyśle i medycynie. 
Działanie dejonizatora opiera się na wykorzystaniu szeregu odmiennych sposobów oczyszczania wody. Najważniejsze to: odwrócona osmoza i podwójna wymiana jonowa oraz filtracja sedymentacyjna, adsorpcja, mikrofiltracja, ultrafiltracja, utlenianie fotochemiczne. Dejonizator cechują niskie koszty eksploatacji i znacznie lepsze parametry wody oczyszczonej niż parametry wody z destylatora.